# Wereldkampioenschap voetbal 2010 (Groep A) Frankrijk - Mexico
In dit artikel wordt de Wereldkampioenschap voetbal 2010-wedstrijd in de groepsfase in Groep A tussen Frankrijk en Mexico (gespeeld op 17 juni 2010) nader uitgelicht. Het duel eindigde in een 2-0-overwinning voor de Mexicanen.

## Wedstrijdgegevens
| Datum                | 17 juni 2010                        | 17 juni 2010                        |
| Stadion              | Peter Mokaba Stadion, Polokwane     | Peter Mokaba Stadion, Polokwane     |
| Toeschouwers         | 35,370                              | 35,370                              |
| Scheidsrechter       | Khalil Al Ghamdi                    | Khalil Al Ghamdi                    |
| Assistenten          | Hassan Kamranifar Saleh Al Marzouqi | Hassan Kamranifar Saleh Al Marzouqi |
| Vierde man           | Peter O'Leary                       | Peter O'Leary                       |
| Man van de wedstrijd | Javier Hernández                    | Javier Hernández                    |
|                      | Frankrijk                           | Mexico                              |
| Doelpunten           | 0                                   | 2                                   |
| Gele kaarten         | 2                                   | 4                                   |
| Rode kaarten         | 0                                   | 0                                   |
| Wissels              | 3                                   | 2                                   |
| Schoten op doel      | 4                                   | 5                                   |
| Schoten naast doel   | 9                                   | 7                                   |
| Overtredingen        | 23                                  | 25                                  |
| Hoekschoppen         | 7                                   | 1                                   |
| Strafschoppen        | 0                                   | 0                                   |
| Balbezit (tijd)      | 30 min                              | 27 min                              |
| Balbezit (%)         | 53                                  | 47                                  |

| Frankrijk | 0 – 2        | Mexico |
| | goals        | 55' Javier Hernández 79' (strafschop) Cuauhtémoc Blanco |
| Raymond Domenech | bondscoach   | Javier Aguirre |
| |              | |
| Hugo Lloris Bakari Sagna Éric Abidal William Gallas Patrice Evra Jérémy Toulalan Abou Diaby Florent Malouda Sidney Govou 69' Nicolas Anelka 46' Franck Ribéry | opstellingen | Óscar Pérez Francisco Javier Rodríguez Rafael Márquez Héctor Moreno Ricardo Osorio 55' Efraín Juárez Gerardo Torrado Carlos Salcido Giovani dos Santos 62' Guillermo Franco 31' Carlos Vela |
| André-Pierre Gignac 46' Mathieu Valbuena 69' | wissels      | 31' Pablo Barrera 55' Javier Hernández 62' Cuauhtémoc Blanco |
| |              | |
| Jérémy Toulalan 45+1' Éric Abidal 78' | gele kaarten | 4' Guillermo Franco 48' Efraín Juárez 49' Héctor Moreno 82' Francisco Javier Rodríguez |
| | rode kaarten | |

## Overzicht van wedstrijden
| Groepswedstrijden | | | |
| Groep A | Groep B | Groep C | Groep D |
| Zuid-Afrika - Mexico Uruguay - Frankrijk Zuid-Afrika - Uruguay Frankrijk - Mexico Mexico - Uruguay Frankrijk - Zuid-Afrika | Zuid-Korea - Griekenland Argentinië - Nigeria Argentinië - Zuid-Korea Griekenland - Nigeria Griekenland - Argentinië Nigeria - Zuid-Korea | Engeland - Verenigde Staten Algerije - Slovenië Slovenië - Verenigde Staten Engeland - Algerije Slovenië - Engeland Verenigde Staten - Algerije | Duitsland - Australië Servië - Ghana Duitsland - Servië Ghana - Australië Australië - Servië Ghana - Duitsland    |
| Groep E | Groep F | Groep G | Groep H |
| Nederland - Denemarken Japan - Kameroen Nederland - Japan Kameroen - Denemarken Kameroen - Nederland Denemarken - Japan    | Italië - Paraguay Nieuw-Zeeland - Slowakije Slowakije - Paraguay Italië - Nieuw-Zeeland Paraguay - Nieuw-Zeeland Slowakije - Italië       | Ivoorkust - Portugal Brazilië - Noord-Korea Brazilië - Ivoorkust Portugal - Noord-Korea Noord-Korea - Ivoorkust Portugal - Brazilië             | Honduras - Chili Spanje - Zwitserland Chili - Zwitserland Spanje - Honduras Chili - Spanje Zwitserland - Honduras |
| Achtste finales | | | |
| Uruguay - Zuid-Korea Verenigde Staten - Ghana                                                                              | Duitsland - Engeland Argentinië - Mexico                                                                                                  | Nederland - Slowakije Brazilië - Chili | Paraguay - Japan Spanje - Portugal                                                                                |
| Kwartfinales | | | |
| Brazilië - Nederland | Uruguay - Ghana | Argentinië - Duitsland | Paraguay - Spanje                                                                                                 |
| Halve finales | | | |
| Nederland - Uruguay | Nederland - Uruguay | Duitsland - Spanje | Duitsland - Spanje                                                                                                |
| Troostfinale | | | |
| Uruguay - Duitsland | | | |
| Finale | | | |
| Spanje - Nederland | | | |